# Ehregott Leberecht Meutzner

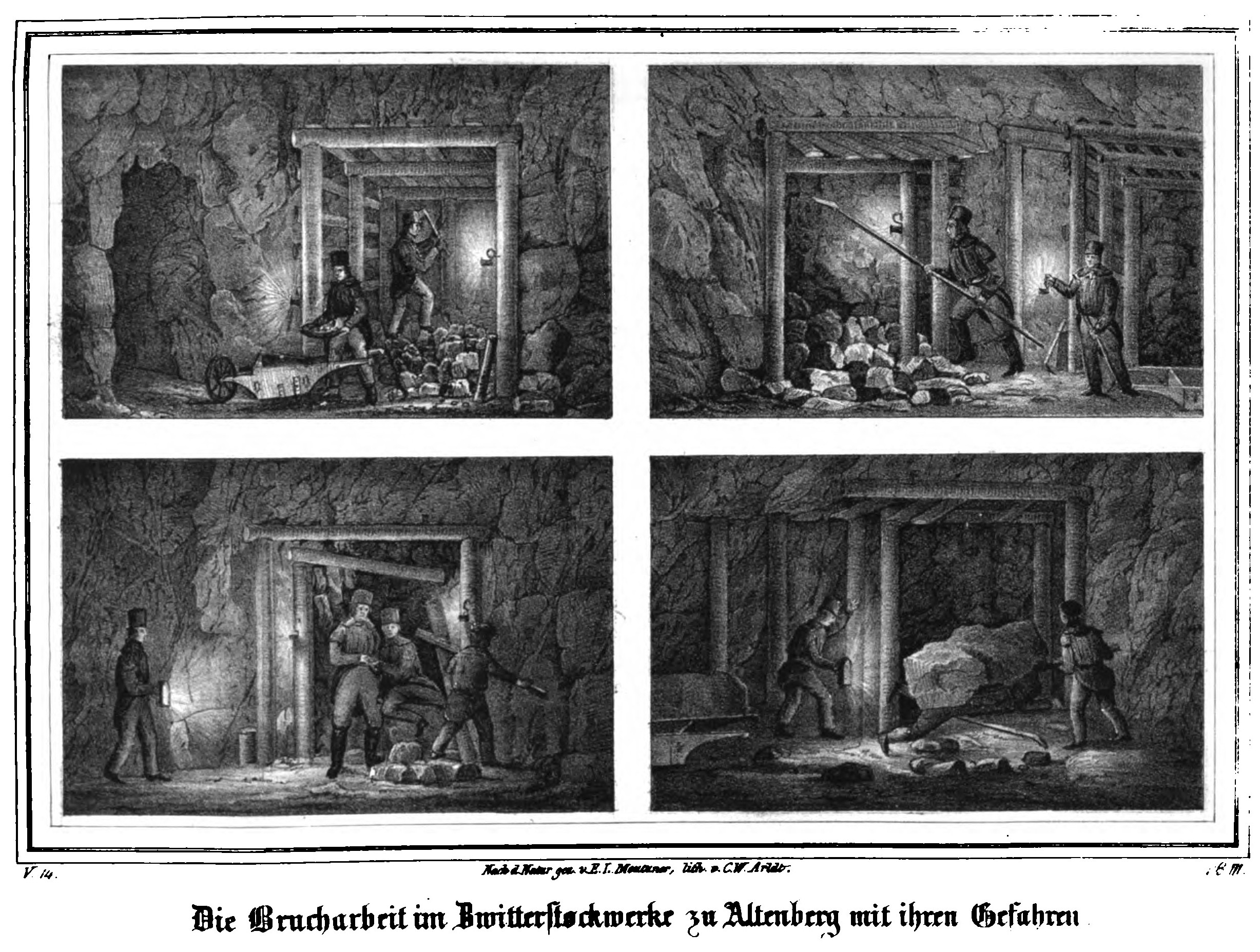
Zeichnungen von E. L. Meutzner

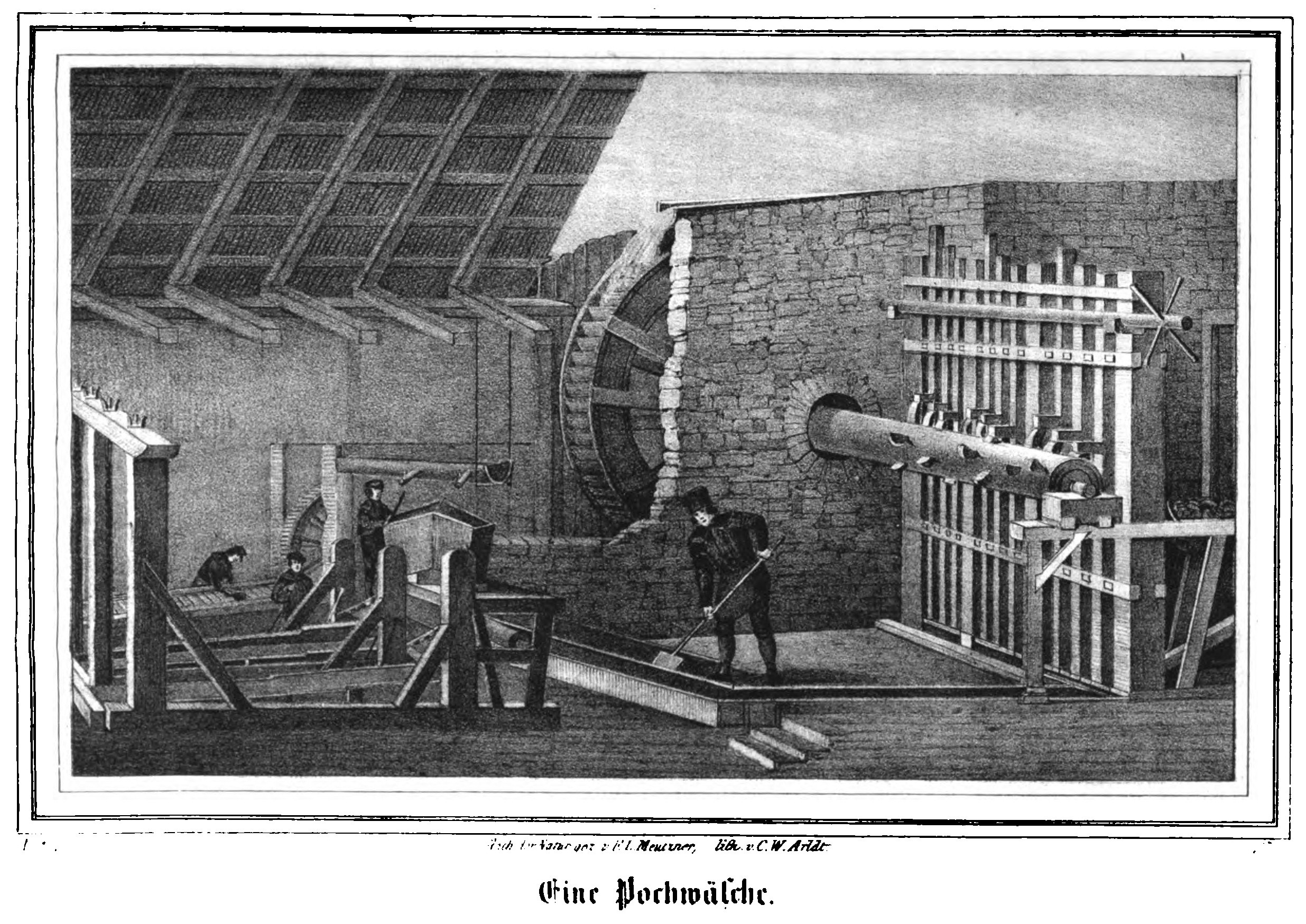
Zeichnung von E. L. Meutzner

Ehregott Leberecht Meutzner, auch Ehregott Lebrecht Meutzner, († 31. Juli 1852 in Altenberg) war ein deutscher Bergbeamter, Bergschullehrer und Zeichner.
Nach dem Besuch der Bergschule Freiberg, an der er auch einige Zeit als Lehrer tätig war, war Meutzner in Altenberg im Erzgebirge Reviergeschworener, gewerkschaftlicher Hüttenschreiber am Altenberger Zwitterstocks gewerkschaftlichen Berggericht und ab 1833 Obersteiger und Berggerichtsschöppe. Mindestens fünf seiner Zeichnungen von unter Tage wurden 1841 von Carl Wilhelm Arldt überarbeitet und als Lithographien in Druck veröffentlicht, wodurch er nicht nur im Erzgebirge Bekanntheit erlangte. 1842 war er als Zwitterstockgewerkschaftlicher Werkmeister, Bergschullehrer und Berggerichtsschöppe gleichzeitig der Knappschaftsälteste im Bergbaurevier Altenberg. 1851 arbeitete er auch als Berggeschworener am Vasallenberggerichte zu Naundorf (mit Sadisdorf).
Ehregott Leberecht Meutzner verunglückte am 31. Juli 1852 tödlich im Saustaller Schacht des Bergwerks Vereinigt Feld im Zwitterstock, als er von einem Kunstrad erfasst wurde.